# Hans von Gunten

Hans von Gunten (1990)

Hans von Gunten (* 20. August 1930 in Bern; † 25. Januar 2015 in Zollikon; heimatberechtigt in Sigriswil) war ein Schweizer Bauingenieur und Hochschullehrer.

## Leben
Hans von Gunten war Sohn des gleichnamigen Bauingenieurs und der Berta, geborene Wehrli. Nach der Maturität in Bern 1950 absolvierte er ein Bauingenieurstudium an der ETH Zürich. Ebenda folgte ab 1955 eine Assistenz und 1960 eine Promotion zum Doktor der technischen Wissenschaften (Dr. sc. techn.) bei Professor Pierre Lardy mit dem Thema «Platten mit freien Rändern». 1957 heiratete er Jacqueline Renée Banderet, die Tochter des William.

## Schaffen
Von Gunten arbeitete von 1960 bis 1968 im Ingenieurbüro Uehlinger & Walder in Bern und wurde ab 1962 Teilhaber desselben. An der ETH Zürich arbeitete von Gunten von 1966 bis 1995 als Professor für Baustatik und Konstruktion an der Abteilung für Architektur. Zudem war er von 1983 bis 1995 Rektor der ETH Zürich.
Darüber hinaus war er von 1967 bis 1979 Generalsekretär und von 1985 bis 1993 Präsident der Internationalen Vereinigung für Brückenbau und Hochbau. Ferner präsidierte er von 1982 bis 1995 die Schweizerische Standeskommission des Schweizerischen Ingenieur- und Architektenvereins (SIA).
Gestützt auf seine Erfahrung als Ingenieur, förderte von Gunten die Ausbildung der akademisch-technischen Berufe. Bei Schulreformen setzte er sich als Rektor für die Profilierung der ETH in einem zunehmend interdisziplinären internationalen Umfeld ein.